# Jacek Rychlicki
Jacek Rychlicki (ur. 27 lutego 1962) – polski siatkarz, reprezentant kraju, wicemistrz Europy (1983).

## Kariera sportowa
Wychowanek Czarnych Radom, z którymi w 1979 r. wywalczył awans do ówczesnej II ligi, a w 1984 r. – awans do I ligi. W debiutanckim sezonie w najwyższej klasie ligowej zajął z drużyną 7. miejsce, a rok później – 5. pozycję. Przed rozpoczęciem sezonu 1986/87 przeszedł do beniaminka I ligi – Wifamy Łódź, w której grał do 1989 r. Po przemianach ustrojowych w Polsce występował poza granicami kraju, m.in. w II lidze tureckiej oraz luksemburskiej ekstraklasie w barwach VC Smash 81 Bartreng.
21 maja 1983 - jeszcze jako II-ligowiec - zadebiutował w seniorskiej reprezentacji Polski, a w tym samym roku wywalczył z nią w NRD wicemistrzostwo Europy. W 1984 r. znalazł się w kadrze na olimpijski turniej siatkarski Igrzysk w Los Angeles, jednak na skutek bojkotu tej imprezy przez państwa bloku wschodniego, wystąpił jedynie w zawodach Przyjaźń-84, zajmując z reprezentacją siatkarzy 3. miejsce. W 1986 r. zajął 9. miejsce podczas mistrzostw świata, a w trakcie tej imprezy ostatni raz wystąpił w kadrze Polski – 5 października 1986 w spotkaniu z Japonią. Łącznie w „biało-czerwonych” barwach rozegrał 126 meczów, w tym 113 oficjalnych międzypaństwowych.
Mieszka w Luksemburgu. Jego syn Kamil również jest siatkarzem.